# Justin Hubner
Justin Hubner ('s-Hertogenbosch, 14 september 2003) is een Indonesisch-Nederlands voetballer die bij voorkeur als centrale verdediger speelt. Hij verruilde Wolverhampton Wanderers in de zomer van 2025 voor Fortuna Sittard. Hij maakte in 2024 zijn debuut als international van het Indonesisch voetbalelftal.

## Clubcarrière

### Jeugd
Hubner begon met voetballen bij TGG en speelde ook in de jeugd van Willem II en FC Den Bosch. In 2020 verruilde hij die laatste club voor de jeugdopleiding van Wolverhampton Wanderers. Daar ging hij in eerste instantie spelen voor het onder 18-team. Na twee jaar ging hij spelen voor het onder 23-team. 

### Cerezo Osaka
Halverwege het seizoen 2023/24, waarin hij één keer in de wedstrijdselectie zat voor het eerste elftal van Wolverhampton tegen Arsenal zonder zijn debuut te maken, werd hij verhuurd aan Cerezo Osaka. Hier maakte hij op 7 april tegen Albirex Niigata zijn debuut in het profvoetbal. Hij speelde acht wedstrijden voor de Japanse club, waarvan drie als basisspeler. Tijdens zijn laatste basisplek pakte hij een rode kaart na zeventien minuten.

### Fortuna Sittard
Na een jaar zonder zijn debuut te maken in de Premier League voor Wolverhampton, tekende Hubner op 29 juli 2025 een driejarig contract bij Fortuna Sittard. Hier ging hij spelen met rugnummer 28. Hij maakte op 8 augustus tegen Go Ahead Eagles (2-2 gelijkspel) zijn debuut voor Fortuna. 

## Clubstatistieken
| Seizoen | Club            | Competitie     | Competitie | Competitie | Beker | Beker | Overig | Overig | Totaal | Totaal |
| Seizoen | Club            | Competitie     | Wed.       | Dlp.       | Wed.  | Dlp.  | Dlp.   | Dlp.   | Wed.   | Dlp.   |
| ------- | --------------- | -------------- | ---------- | ---------- | ----- | ----- | ------ | ------ | ------ | ------ |
| 2023/24 | Wolverhampton   | Premier League | 0          | 0          | 0     | 0     | –      | –      | 0      | 0      |
| 2023/24 | → Cerezo Osaka  | J1 League      | 6          | 0          | 2     | 0     | –      | –      | 8      | 0      |
| 2024/25 | Wolverhampton   | Premier League | 0          | 0          | 0     | 0     | –      | –      | 0      | 0      |
| 2025/26 | Fortuna Sittard | Eredivisie     | 1          | 0          | 0     | 0     | 0      | 0      | 1      | 0      |
| Totaal  | Totaal          | Totaal         | 7          | 0          | 2     | 0     | 0      | 0      | 9      | 0      |

Bijgewerkt t/m 13 augustus 2025.

## Interlandcarrière
Hubner speelde interlands voor Nederland onder 19 en onder 20. Ook speelde hij jeugdinterlands voor Indonesië. Hubner heeft een Nederlandse moeder en een vader van Indonesische komaf, met familie die woont in Makassar. Op 3 november 2023 werd bekend dat Hubner zo snel mogelijk genaturaliseerd zou worden tot Indonesiër. Op 5 januari 2024 maakte hij in een oefeninterland tegen Libië zijn debuut voor Indonesië. Tien dagen later speelde hij zijn eerste competitieve wedstrijd tegen Irak om de Asian Cup. 